# Rivellia inaequata
Rivellia inaequata is een vliegensoort uit de familie van de Platystomatidae. De wetenschappelijke naam van de soort is voor het eerst geldig gepubliceerd in 1956 door Namba.